# Donne
Pour les autres significations, voir Donne (homonymie).
Singles de 2Be3
Toujours là pour toi La salsa
Donne est une chanson française des 2Be3, extraite de l'album Partir un jour. Elle fut respectivement classée no 8 et no 19 aux hit-parades français et belge en 1997. 